# Petite Fille (chanson)
Pour les articles homonymes, voir Petite Fille.
Singles de Johnny Hallyday
Amour d'été
(1967) San Francisco
(1967)
Clip vidéo
[vidéo] « Petite fille (live à Lyon, 1968) », sur YouTube
Petite fille est une chanson de Johnny Hallyday. Elle est sortie en 1967 en EP 45 tours et sur l'album Johnny 67.
Écrite pour Johnny Hallyday par Micky Jones et Tommy Brown, respectivement guitariste, batteur, chefs d'orchestre du chanteur et par le parolier Georges Aber auteur des paroles françaises, le tandem britannique l'enregistre la même année en anglais sous le titre Julien Waites.

## Liste des pistes
7" EP 7" 45 tours Philips 437.371 (1967, France, Belgique etc.)
A1. Petite fille (2:39)
A2. Je n'ai jamais rien demandé (2:52)
B1. C'est mon imagination (3:08)
B2. Lettre de fans (2:15)
Single 7" Philips 373,989 (1967, Canada)
A. Petite fille (Julien Waites)
B. Aussi dur que du bois (Knock on Wood),
Single promo 7" Philips B 370.462 F (1967, France)
A. Petite fille
B. Pourquoi as-tu peur de la vie

## Réception
Le titre s’écoule à plus de 75 000 exemplaires en France.

### Classements hebdomadaires
| Classement (1967)                       | Meilleure position |
| --------------------------------------- | ------------------ |
| France                                  | 9                  |
| Belgique (Wallonie Ultratop 50 Singles) | 10                 |